# Saulo Haarla
Saulo Ismaro Haarla (Helsinki, 21 novembre 1930 – 4 ottobre 1971) è stato un attore finlandese.Era sposato con la cantante Helena Salonius, con la quale ha avuto due figli, tra cui la musicista jazz Iro Haarla.  È morto a 40 anni.

## Filmografia
- Tukkijoella (1951)
- Yö on pitkä (1952)
- Hilja maitotyttö - regia di Toivo Särkkä (1953)
- Rantasalmen sulttaani (1953)
- Oi, muistatkos... (1954)
- Il soldato sconosciuto  (Tuntematon sotilas) - regia di Edvin Laine (1955)
- Pekka ja Pätkä sammakkomiehinä (1957)